# کلر فورلانی
کلر فورلانی (به انگلیسی: Claire Antonia Forlani) (زاده ۱۷ دسامبر ۱۹۷۱) بازیگر انگلیسی است.

## اوایل زندگی
فورلانی در شهر توئیکنهام لندن، زاده شد؛ او فرزند پیر لوئیجی فورلانی، مدیر ارشد موسیقی فرارا، ایتالیا است. در ۱۱ سالگی، فورلانی موفق به تحصیل در مدرسه آموزشی هنر در لندن شد و در آنجا شروع به تحصیل در رشته بازیگری کرد. در طول شش سال تحصیلش در مدرسه، او همچنین به تحصیل باله پرداخت که منجر به اجراهای روی صحنه در فیلم‌های فندق شکن و اورفئوس در دنیای زیرین شد. همچنین او توانست در چندین تئاتر به بازیگری بپردازد

## حرفه

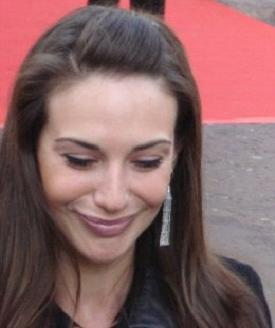
کلر فورلانی در اولین نمایش جهانی فلاش بک‌های یک احمق، ۱۳ آوریل ۲۰۰۸

والدین فورلانی در سال ۱۹۹۳ به شهر سانفرانسیسکو نقل مکان کردند تا فرصت‌های بیشتری برای بازیگری او در فیلم‌های هالیوود فراهم کنند. پس از آن، کلر برای ایفای نقش در مینی سریال تلویزیونی جوانان بی پروا و فیلم آکادمی پلیس: مأموریت به مسکو انتخاب شد.
او همچنان در فیلم‌های پرفروش تر و کم‌هزینه‌تر، مانند باسکیت به کارگردانی جولیان اشنابل به ایفای نقش پرداخت. فورلانی که رفته رفته محبوبیتش بیشتر می‌شد در سال ۱۹۹۸ با بازیگران مشهوری مثل آنتونی هاپکینز و برد پیت در فیلم با جو بلک آشنا شوید بازی کرد. سال بعد، ۱۹۹۹، او با بن استیلر و جفری راش در فیلم مردان رازآلود هم بازی شد. پس از یک سال وقفه، او در مقابل رایان فیلیپ و تیم رابینز در ضد انحصار ظاهر شد، یک فیلم هیجان انگیز که در ژانویه ۲۰۰۱ منتشر شد.
فورلانی که در اکثر فیلم‌های پرفروش آن سال‌ها حضور داشت، چهره جدید لورئال در سال ۲۰۰۱ نام گرفت. او در چندین جلد روزنامه رتبه‌های متفاوتی را از جمله رتبه ۵۱ در سال (۲۰۰۰) و رتبه ۸۹ در سال (۲۰۰۱) در مجله " جذاب‌ترین زنان جهان " و رتبه ۸۵ در مجله لودد را کسب کرد.
در سال ۲۰۰۳، او با جکی چان در مدالیون همبازی شد، و در سال ۲۰۰۵، در فیلم هولیگان‌های خیابان سبز، با چارلی هانام و الیجا وود ظاهر شد. یکسال بعد در ۲۰۰۶ او به بازیگران سی‌اس‌آی: نیویورک در نقش میهمان به عنوان بازرس پزشکی، دکتر پیتون دریسکول پیوست. سال (۲۰۰۷)را او در چندین فیلم از جمله هالام فو با جیمی بل و سیاران هیندز
کارولینا مون (نسخه سینمایی) که برداشتی از کتاب پرفروش نورا رابرتز بود، به همراه الیور هادسون و جوزی دیویس به تصویر کشید. در سال ۲۰۰۸، او در کنار دنیل کریگ در فلش بک‌های یک احمق به بازی پرداخت. در سال ۲۰۰۹ او به بازی در مجموعه تلویزیونی کملوت دعوت شد، دو سال بعد در سال ۲۰۱۱ او که نقش ملکه ایگرین بازی می‌کرد به نمایش درآمد. در خلال بازی در کملوت او در سال ۲۰۱۰، در ان‌سی‌آی‌اس: لس آنجلس در نقش مأمور لورن هانتر ظاهر شد و به‌طور موقت به عنوان مدیر عملیات در آن سی آی اس برای پایان فصل ۲جایگزین هنریتا لنگ (لیندا هانت) شد. اومجددا در پایان فصل ۳ این سریال ظاهر شد. فورلانی پس از چند سال دوری از بازیگری در سال ۲۰۱۶، قسمت دوم فصل هفتم هاوایی فایو-زیرو نقش آلیسیا براون را معرفی کرد، که یک مجرم بازنشسته را به تصویر می‌کشید.

## زندگی شخصی
در ۸ ژوئن ۲۰۰۷، فورلانی با بازیگر اسکاتلندی داگری اسکات در ایتالیا ازدواج کرد. فرزند آنها، میلو توماس اسکات، در ۲۷ دسامبر ۲۰۱۴ زاده شد.
در سال ۲۰۱۷، فورلانی فاش کرد که پنج بار از پیشنهادات غیراخلاقی هاروی واینستین از جمله در هتل محل اسکان «فرار» کرده است.

## فیلم‌شناسی
| سال  | عنوان                      | نقش             | یادداشت                                                     |
| ---- | -------------------------- | --------------- | ----------------------------------------------------------- |
| ۱۹۹۲ | چشم کولی                   | کاتارینا        |                                                             |
| ۱۹۹۴ | دانشکده پلیس :مأموریت مسکو | کاترینا         |                                                             |
| ۱۹۹۵ | پاساژ گردها                | برندی سونینگ    |                                                             |
| ۱۹۹۶ | صخره                       | جید آنجلو       |                                                             |
| ۱۹۹۶ | باسکیات                    | جینا کاردیناله  |                                                             |
| ۱۹۹۶ | حراج وسایل منزل            | جولیا           | فیلم کوتاه                                                  |
| ۱۹۹۷ | آخرین باری که خودکشی کردم  | جوآن            |                                                             |
| ۱۹۹۸ | ریحان                      | جولیا شروین     |                                                             |
| ۱۹۹۸ | با جوبلک آشنا شوید         | سوزان پریش      |                                                             |
| ۱۹۹۸ | به قلب من                  | نینا            |                                                             |
| ۱۹۹۹ | مردان اسرار آمیز           | مونیکا          |                                                             |
| ۲۰۰۰ | شعبده بازان                | لیدیا           |                                                             |
| ۲۰۰۰ | پسرها ودخترها              | جنیفر باروز     |                                                             |
| ۲۰۰۱ | ضد انحصار                  | آلیس پولسون     |                                                             |
| ۲۰۰۲ | عوامل ماشه ای              | اما کاتلر       |                                                             |
| ۲۰۰۳ | نورث فورک                  | خانم هادفیلد    |                                                             |
| ۲۰۰۳ | مدالیون                    | نیکول جیمز      |                                                             |
| ۲۰۰۴ | بابی جونز :سکته مغزی نابغه | مری مالون جونز  |                                                             |
| ۲۰۰۴ | تاریک شده                  | مونیکا پرنس     | ویدئو؛ با نام مستعار The Limit                              |
| ۲۰۰۵ | خیابان سبز                 | شانون دانهام    |                                                             |
| ۲۰۰۵ | ریپلی زیر زمین             | سینتیا          |                                                             |
| ۲۰۰۵ | سایه‌ها درخورشید            | ایزابلا پریش    | فیلم تلویزیونی                                              |
| ۲۰۰۶ | برای در نظر گرفتن شما      | خودش            |                                                             |
| ۲۰۰۷ | به نام پادشاه              | سولانا          |                                                             |
| ۲۰۰۸ | فلاش بک‌های یک احمق         | روت بالغ        |                                                             |
| ۲۰۰۸ | آبجو برای اسب‌های من        | خیابان‌های آنی   |                                                             |
| ۲۰۰۹ | فراموش نشده                | کیتی            | مستقیم به دی وی دی                                          |
| ۲۰۰۹ | رنگین کمان شانون           | کریستین         |                                                             |
| ۲۰۱۱ | آشپزی از صمیم قلب          | کیت تمپلتون     | مستقیم به VOD                                               |
| ۲۰۱۳ | من دیگر                    | آن دلوسی        |                                                             |
| ۲۰۱۶ | محموله گرانبها             | کارن            | مستقیم به دی وی دی                                          |
| ۲۰۱۷ | جهنم کریستال               | برایانا برانسون | همچنین به عنوان Inferno: Skyscraper Escape نیز شناخته می‌شود |
| ۲۰۱۸ | سر پر از عسل               | سر معشوقه       |                                                             |
| ۲۰۱۹ | ماجرایی برای مردن          | هالی            |                                                             |
| ۲۰۱۹ | پنج فوت از هم              | مردیث نیومن     |                                                             |
| ۲۰۲۰ | زیبایی سیاه                | خانم وینتروپ    |                                                             |

### تلویزیون
| سال       | عنوان                                            | نقش                   | یادداشت                   |
| --------- | ------------------------------------------------ | --------------------- | ------------------------- |
| ۱۹۹۱      | باند را فشار دهید                                | جودی ولمن             | قسمت: "شانس چیز خوبی است" |
| ۱۹۹۲      | باند را فشار دهید                                | جودی ولمن             | قسمت: "در تصویر"          |
| ۱۹۹۳      | جوانان بی پروا                                   | آن کانن               | فیلم تلویزیونی            |
| ۲۰۰۳      |                                                  | پاتریشیا مارکس        | فیلم تلویزیونی            |
| ۲۰۰۴      | ممرون                                            | ونگلا کلی             | فیلم تلویزیونی            |
| ۲۰۰۵      | بدون عنوان دیوید دیاموند/پروژه دیوید وایزمن      | آلیسون                | فیلم تلویزیونی            |
| ۲۰۰۵      | سایه‌ها در خورشید                                 | ایزابلا پریش          | فیلم تلویزیونی            |
| ۲۰۰۶      | کابوس‌ها و مناظر رؤیایی: از داستان‌های استیون کینگ | دوریس فرمن            | قسمت: " پایان خمیده "     |
| ۲۰۰۶_۲۰۱۰ | CSI: NY                                          | دکتر پیتون دریسکول    | نقش تکرار شونده           |
| ۲۰۰۷      | کارولینا مون                                     | ویکتوریا "توری" بودین | فیلم تلویزیونی            |
| ۲۰۰۹      | شاهد دروغین                                      | پیپا پورتر            | مینی سریال تلویزیونی      |
| ۲۰۱۱      | یخ                                               | ژاکلین                | مینی سریال تلویزیونی      |
| ۲۰۱۱      | کملوت                                            | ملکه ایگرین           | نقش اصلی                  |
| ۲۰۱۱_۲۰۱۲ | NCIS: لس آنجلس                                   | لورن هانتر            | نقش تکرار شونده           |
| ۲۰۱۲      | اسکروپل‌ها                                        | بیلی وینتروپ آیکهورن  | فیلم تلویزیونی            |
| ۲۰۱۶_۲۰۱۷ | هاوایی فایو_زیرو                                 | آلیشیا براون          | نقش تکرار شونده           |
| ۲۰۱۶      | Running for Her Her (با نام مستعار Run to Me)    | آلیسون                | فیلم تلویزیونی            |
| ۲۰۱۷      | دریافت                                           | اوفلیا                | فیلم تلویزیونی            |
| ۲۰۱۹      | عزیمت، خروج                                      | جانت                  | نقش اصلی                  |
| ۲۰۲۱      | دومینا                                           | اکتاویا               | سریال‌های تلویزیونی        |